# Antariya

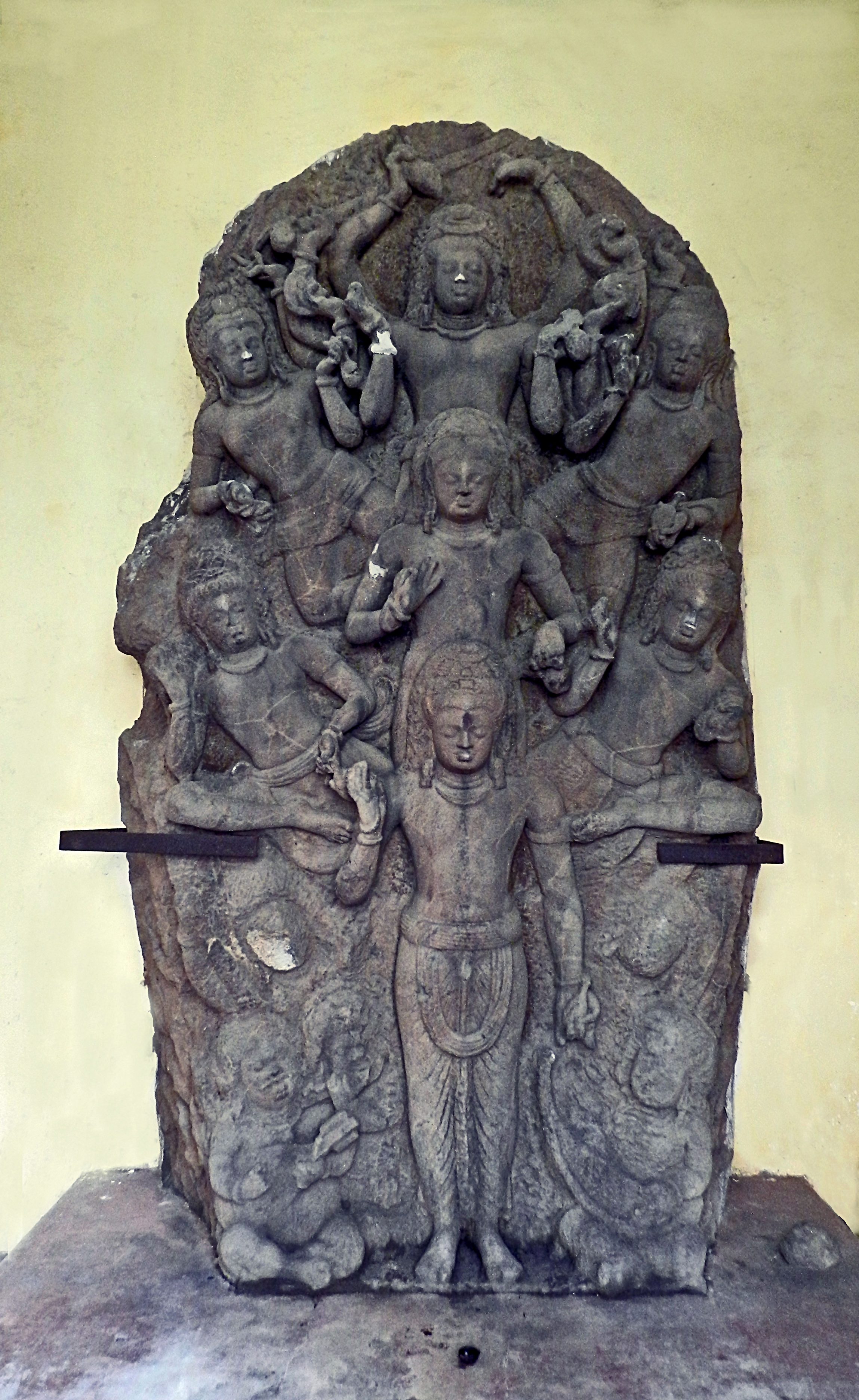
Shiva i antariya, omgiven av musiker. Femte eller sjätte århundradet f.Kr.

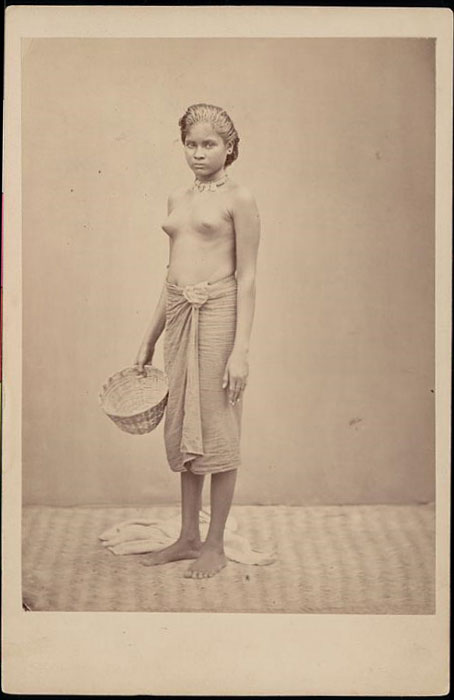
En kvinna på södra Indiens västkust. Okänt årtal.

Antariya (Sanskrit अन्तरीय, antarīya) är en äldre traditionell dräkt i Indien. Det är ett höftkläde av vit eller färgad textil, ofta bomull, silke eller muslin. Den fästs omkring och faller från höfterna, täcker underkroppen och en större eller mindre del av benen. Det utgjorde ofta den enda beklädnaden och har brukas av både män och kvinnor, men med något olika utformning.
Traditionell indisk dräkt är känd för enkla sömlösa svepkläder och rik användning av smycken. Även en numera vanlig kvinnodräkt, sari, är ett enda rektangulärt siden- eller bomullstyg, som bildar kjol, överdel och huvudkläde. Sömlösa svepkläder är vanligast i de södra delarna, där hinduismen dominerar. Med islamiskt inflytande i norr, bärs i större utsträckning tillskuren, kroppstäckande sydd dräkt.
Antariya är en mycket gammal dräkt som omnämns i Ramayana och Mahabharata. Hinduiska gudomar bär antariya i äldre indiska skulpturer, särskilt i tempel och bilder i hinduiska kalendrar.
Som omnämns i buddhistisk pali-litteratur under det sjätte århundradet före Kristus, är sari  en utvecklad form av antariya, som var ett tredelat plagg buret av kvinnor under äldre tid.. 
Kvinnors nedre dräkt har i äldre källor varierande benämningar, såsom ambara , amsuka , antariya , nivasana , paridhana , vasana , vastram , vasas och sauli.
Antariya var vanligen, särskilt i vardagliga sammanhang, buren som enda plagg. Andra plagg såsom dhoti, lungi har utvecklats från antariya.